# Tajuria arida
Tajuria arida är en fjärilsart som beskrevs av Riley 1923. Tajuria arida ingår i släktet Tajuria och familjen juvelvingar. Inga underarter finns listade i Catalogue of Life.